# Rättshjälpsnämnden
Rättshjälpsnämnden är en svensk statlig förvaltningsmyndighet, som sorterar under Justitiedepartementet och har till uppgift att pröva överklaganden av beslut som har fattats av Rättshjälpsmyndigheten.